# Pieve di Santa Maria a Fagna
La pieve di Santa Maria a Fagna si trova nel comune di Scarperia, in provincia di Firenze. La pieve è dedicata a Santa Maria ed è parte dell’Unità Pastorale di Scarperia. 

## Storia e descrizione
La pieve è ricordata nel 1018 ed ebbe un vasto piviere. Profondamente rimaneggiata nel Settecento, epoca a cui risale la facciata, l'edificio conserva tuttavia l'impianto romanico a tre navate spartite da pilastri e l'interessante abside semicircolare dell'XI secolo, decorata esternamente da nicchie di derivazione lombarda. La chiesa appartenne fino al XV secolo alla famiglia Ubaldini e poi fu acquisita dalla famiglia di Niccolò Machiavelli.
All'interno, è di particolare interesse l'ambone romanico composto da quattro pannelli intarsiati con motivi geometrici, sostenuto da colonnette marmoree con capitelli decorati a motivi fitomorfi, realizzati in marmo verde di Prato. È notevole anche il fonte battesimale romanico, con una decorazione con figure stilizzate di uccelli e disegni geometrici; i bordi marmorei sono riccamente scolpiti. Da segnalare, infine, l'Assunzione, attribuita alla cerchia di Raffaello.
In questa pieve fu sepolto il giurista Dino Rosoni.
La pieve è stata ristrutturata recentemente.

## Galleria d'immagini

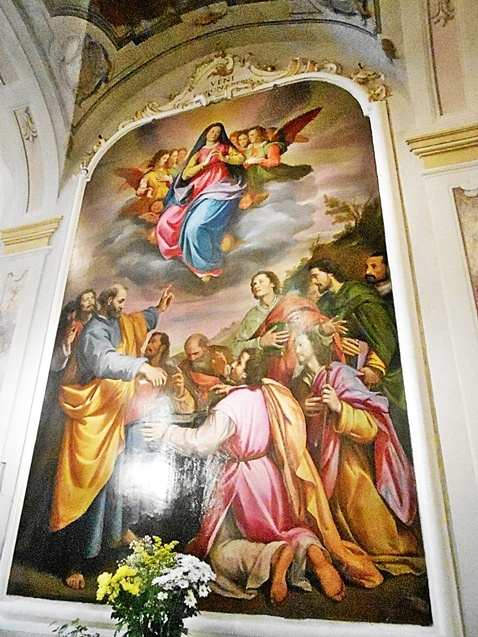
Annunciazione della Vergine (Santi di Tito)
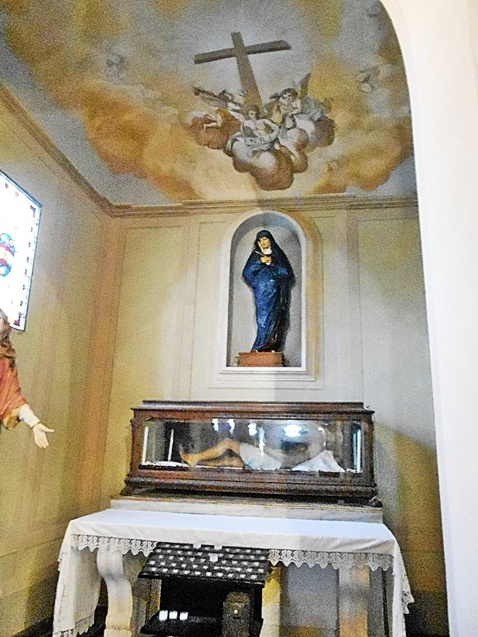
Cripta del Cristo Morto
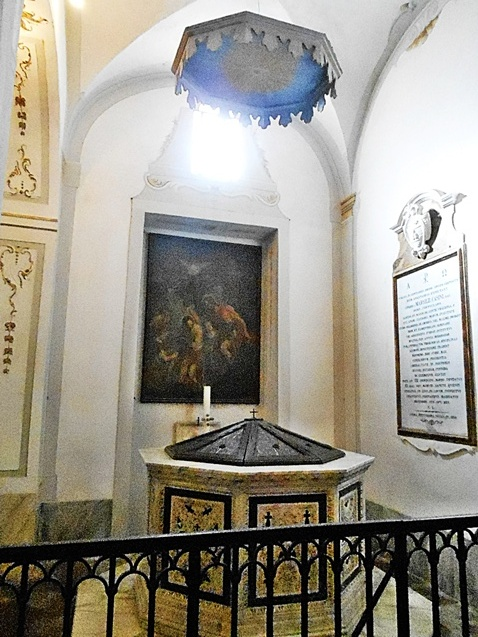
Battistero
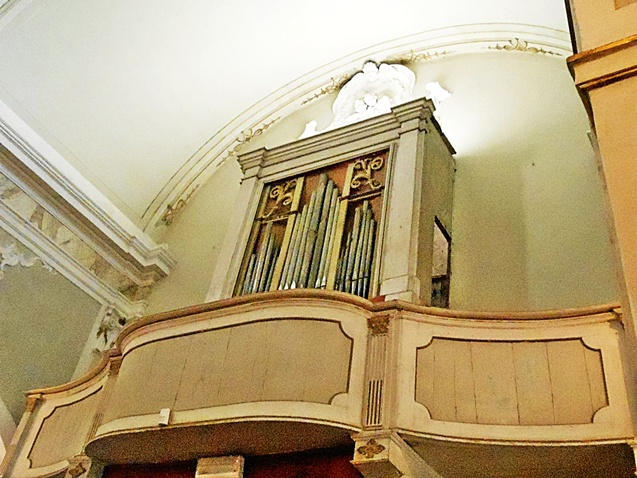
Organo
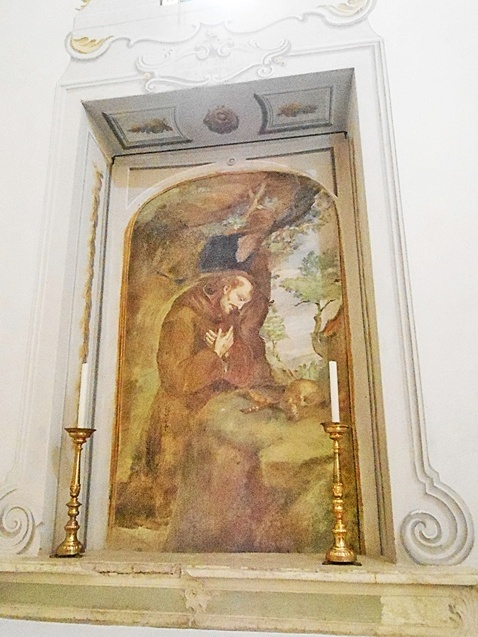
Affresco
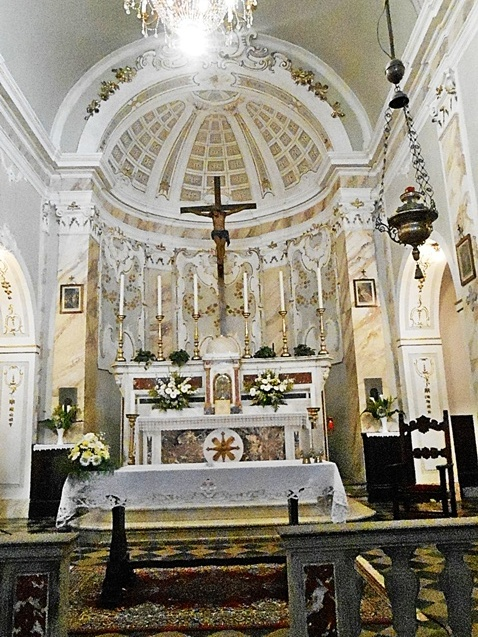
Navata
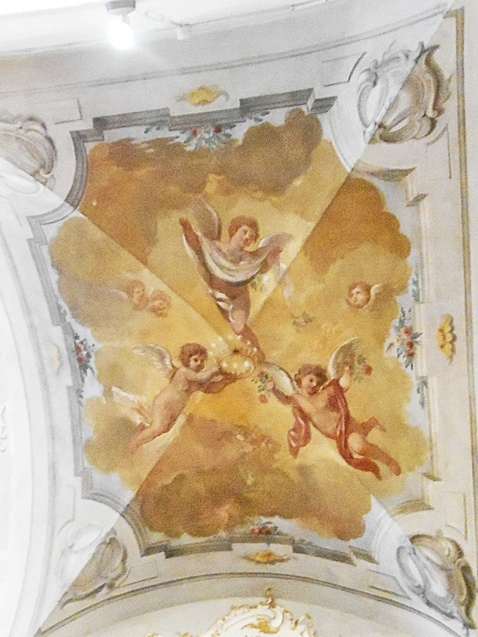
Affresco